# Station Phalempin
Station Phalempin is een spoorwegstation in de Franse gemeente Phalempin. Het station ligt langs de spoorlijn Paris-Nord - Rijsel.

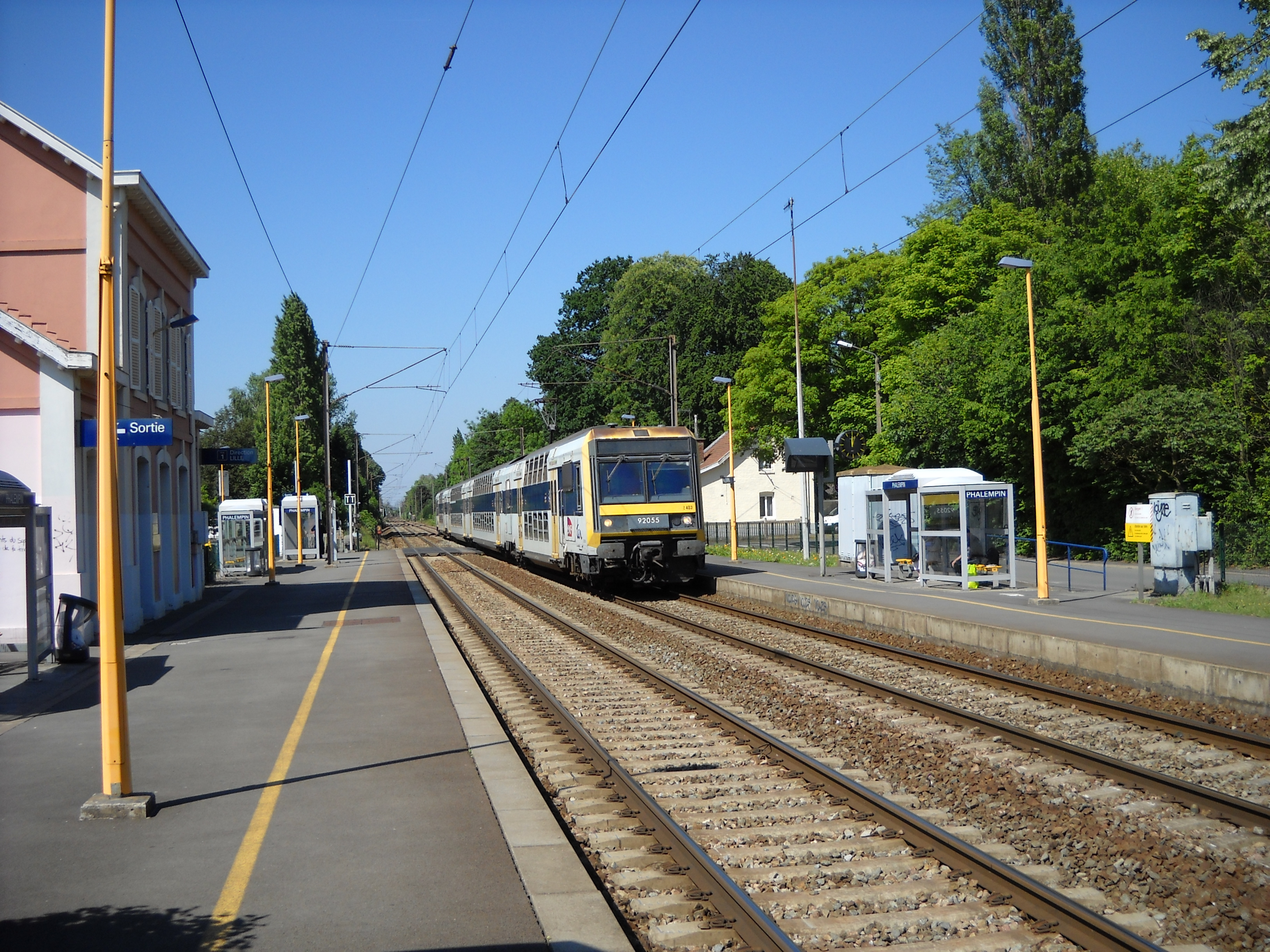
Trein in het station van Phalempin